# إنقاع

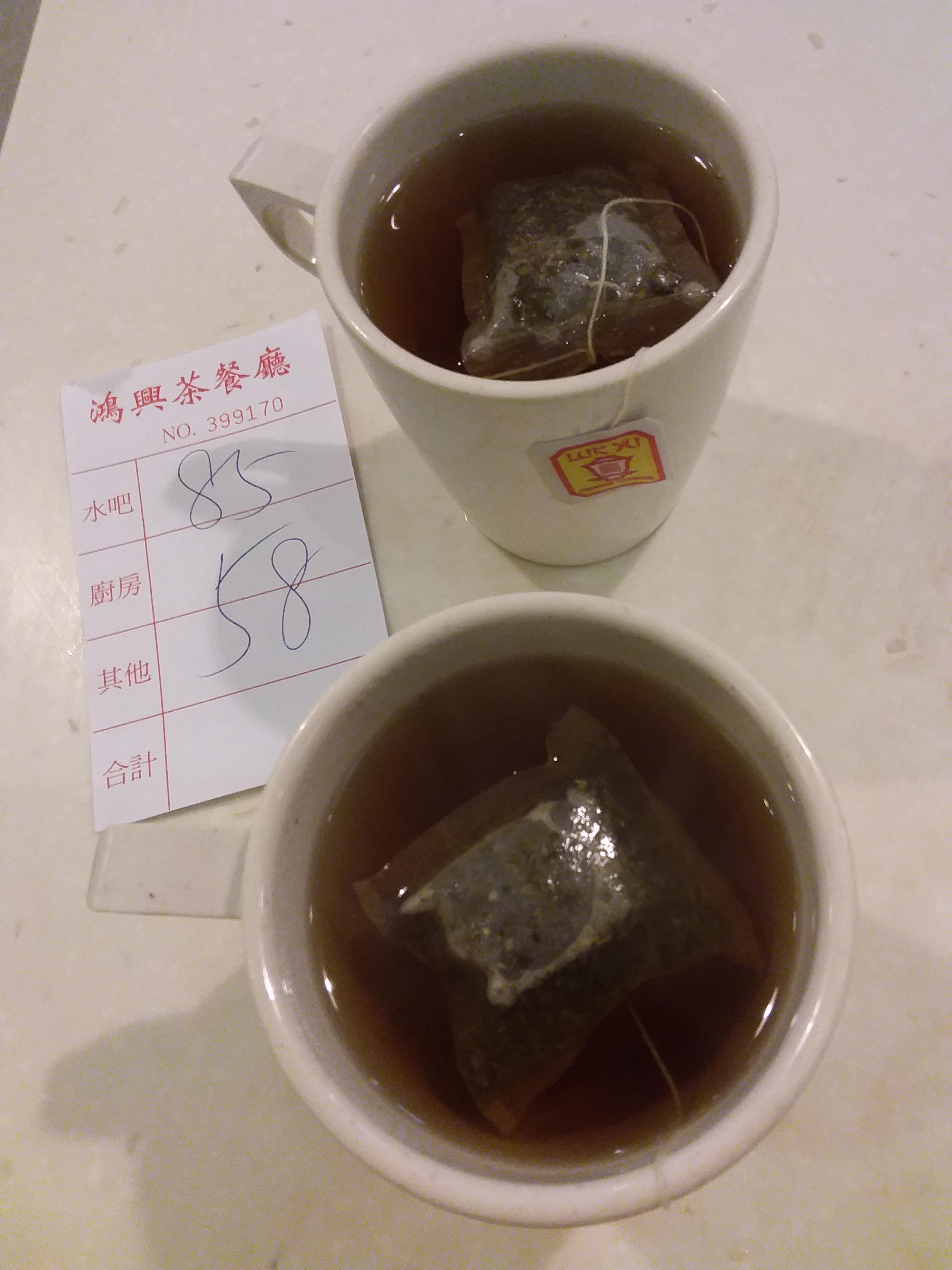

الإنقاع هي عملية تشريب مواد صلبة في سائل (الماء عادة) وذلك لاستخراج طعماتها أو لتخفيف ذلك. يُعدّ بعض الشاي للشرب عن طريق إنقاع أوراقه بالماء الساخن للإفراج عن مذاقه والمواد المغذية فيه. يُعدّ شاي الأعشاب عن طريق الاستخلاص بالإغلاء أو النقع أو الودن.

## التسمية
تسمى هذه العملية في العديد من المعجمات بالنقع، مع أن الأخيرة تسمية عامة لعدة عمليات استخلاص منها الإنقاع.